# Poy Sippi (jednostka osadnicza w Wisconsin)
Poy Sippi – jednostka osadnicza w Stanach Zjednoczonych, w stanie Wisconsin, w hrabstwie Waushara.